# 西川結衣
西川結衣（日语：西川ゆい，英文名：Nishikawa Yui，1994年10月10日—），日本前AV女優。

## 個人簡歷
出身於福井縣。2013年5月以MOODYZ的專屬女優身分在AV界出道。所屬事務所是ディクレア（Declare Promotion）。
2015年8月脫離專屬女優的身分，之後在多數的作品中自由演出。
興趣是瑜伽、購物和旅行。
2017年1月21日於官方部落格上宣布引退。

## 醜聞
2017年3月2日，由於被爆發出發布未經許可的無修正成人影片，包括西川結衣在內的5人被依「わいせつ電磁的記録等送信頒布幇助」的嫌疑被警視廳逮捕，同時還報導出西川結衣的本名與實際年齡（在2017年3月是25歲）。

## 外部連結
※下面為18禁網站
- 西川ゆい 公式プロフィール （页面存档备份，存于） - MOODYZ
- 西川ゆい - X CITY AV女優圖鑑